# Edmond Couchot
Edmond Couchot é um artista digital contemporâneo francês.

## Biografia
Edmond Couchot, nascido em Paris em 1932 e falecido em 26 de dezembro de 2020 (Paris) é conhecido por seu histórico profissional ao tentar sintetizar a pintura gestual, plástica e cinética. O resultado deste trabalho veio a ser conhecido como arte digital (ou arte numérica).
Seu estilo surgiu da utilização de meios eletrônicos, digitais e interativos para expor sua arte, como de 1965 a 1973, quando interessado na participação do público, produziu uma série de dispositivos que chamou de “música móvel”, aparelhos que recebiam os sinais sonoros e disponibilizavam imagens na tela de um computador.
Ainda na década de 70 construiu uma obra sensível a ondas de rádio chamada Semaphore, que originou uma segunda e uma terceira continuação.
Participou também de diversas exposições (incluindo Monte Carlo, uma exposição organizada por Pierre Restany dedicado à arte, cultura e tecnologia de ponta), um evento de turismo na América do sul, a V Bienal Internacional de Paris, festivais de cinema e expôs ainda seu "Animation pour une piscine", obra sensível à luz, sons e movimentos de natação em uma piscina, na exposição "Cinétisme Ambientais", em 1968.
Em 1969 criou o Departamento de Artes Visuais da Experimental Vincennes University, onde lecionou.
Com a ascensão dos computadores pessoais e o maior acesso a tecnologias cibernéticas, acabou por exercer um grande fascínio por ciência e tecnologia, considerando-se um artista fora do meio. Assim, veio a publicar diversos livros sobre o tema da síntese entre a arte e os meios digitais.
Em 2006 ministrou a palestra inaugural do simpósio Emoção Art. Ficial 3.0, sobre a arte cibernética e interatividade, na sede do Itaú Cultural em São Paulo.

## Obras(seleção)
Les Pissenlits (Os Dentes de Leão)
Basicamente o usuário pode assoprar em um microfone que faz com que as pétalas das flores na tela se espalhem de acordo com a força que o usuário assopra. Foi exposta em sua versão final em Paris,  na exposição "Natural/Digital", durante o festival Arborescence em 2005. Por razões financeiras e tecnológicas esta obra não pode ser iniciada até 1988, e ainda assim foi sendo aperfeiçoada com o passar das décadas.
A ideia dos artistas era recriar um gesto tão antigo quanto o mundo, trazendo a emoção do contato com a natureza para o espectador. Reencontrar tal gesto através de uma tecnologia tão recente e artificial.
La Plume
Esta obra foi desenvolvida como uma alternativa para "Les Pissenlits", já que na época a tecnologia e os recursos financeiros ideais para criar o que desejavam ainda não eram viáveis.

## Livros publicados
- Image. De l'optique au numérique, Hermès, Paris, 1988.
- La Technologie dans l’art. De la photographie à la réalité virtuelle, Éditions Jacqueline Chambon, 1998 ; 271 páginas.

A tecnologia na arte. Da fotografica à realidade virtual, (tradução em português por Sandra Rey de La technologie dans l’art. De la photographie à la réalité virtuelle), 2003, Universidade federal do Rio Grande do Sul, 319 páginas.
- Dialogues sur l’art et la technologie Autour d’Edmond Couchot, sous la direction de François Soulages, L’Harmattan, 2001.
- L’Art numérique. Comment la technologie vient au monde de l’art, Flammarion, février 2003, en collaboration avec Norbert Hillaire.

Réédition en 2005, chez le même éditeur, collection "Champs".
- Des Images, du temps et des machines, édité Actes Sud, 2007
- La plume (1988) (en collaboration avec Michel Bret)
- Pissenlit (1990) (en collaboration avec Michel Bret)